# Université en Pologne

## Universités classiques
Il y a 20 universités généralistes pluridisciplinaires en Pologne (l'année indiquée est celle de la création ou de la transformation en université autonome ou du regroupement d'établissements antérieurement séparés) :
1. Université Jagellonne de Cracovie - UJ (1364)
2. Université de Wrocław - UWr (1702)
3. Université de Varsovie - UW (1816)
4. Université catholique Jean-Paul II de Lublin - KUL (1918)
5. Université Adam-Mickiewicz de Poznań - UAM (1919)
6. Université Marie Curie-Skłodowska de Lublin - UMCS (1944)
7. Université Nicolas-Copernic de Toruń - UMK (1945)
8. Université de Łódź - UŁ (1945)
9. Université de Silésie à Katowice - UŚ (1968)
10. Université de Gdańsk - UG (1970)
11. Université de Szczecin - US (1984)
12. Université d'Opole - UO (1994)
13. Université de Białystok - UwB (1997)
14. Université Cardinal-Stefan-Wyszyński de Varsovie (pl) - UKSW (1999)
15. Université de Varmie et Mazurie d'Olsztyn - UWM (1999)
16. Université de Zielona Góra (pl) - UZ (2001)
17. Université de Rzeszów - UR ou URz (2001)
18. Université Casimir-le-Grand de Bydgoszcz - UKW (2005)
19. Université Jan-Kochanowski de Kielce - UJK (2011)
20. Université de Radom - UR (2023)

L'Université pontificale Jean-Paul II de Cracovie - UPJPII, créée en 1981 sous le nom d'Académie pontificale de théologie de Cracovie, a un statut particulier.

## Universités spécialisées
Il y a 20 universités spécialisées en Pologne (la première date correspond à la fondation et la seconde à son passage sous ce nouveau statut)
1. Université de médecine de Poznań - UMP (1919/2007)
2. Université de médecine de Lublin - UML (1944/2008)
3. Université de médecine de Gdańsk - GUM (1945/2009)
4. Université de médecine de Silésie à Katowice - ŚUM (1948/2007)
5. Université de médecine de Łódź - UMŁ (1949/2002)
6. Université de médecine de Białystok - UMB (1950/2008)
7. Université de médecine de Varsovie - WUM (1950/2008)
8. Université de médecine de Wrocław - UMW (1950/2012)
9. Université d'économie de Cracovie - UEK (1925/2007)
10. Université d'économie de Poznań - UEP (1926/2008)
11. Université d'économie de Katowice - UEK (1938/2010)
12. Université d'économie de Wrocław - UEWr (1947/2008)
13. Université des sciences de la vie et de l’environnement de Wrocław - UPWr (1951/2006)
14. Université des sciences de la vie et de l'environnement de Lublin - UPL (1955/2008)
15. Université des sciences de la vie et de l'environnement de Poznań - UPP (1951/2008)
16. Université des sciences sociales et humaines - SWPS (1996/2015)
17. Université de technologie et sciences de la terre de Bydgoszcz - UTP (1951/2006)
18. Université de technologie de Poméranie occidentale - ZUT (2009)
19. Université d'agriculture Hugo-Kołłątaj de Cracovie - URK (1953/2008)
20. Université de musique Frédéric-Chopin de Varsovie - UMFC (1810/2008)
21. Université de pédagogie de Cracovie - WSP pui AP puis UP ou, rarement, UPKENK (1946/2008)

## Écoles polytechniques (par ordre alphabétique)
Il existe 19 écoles polytechniques formant des ingénieurs et des chercheurs dans des disciplines théoriques ou appliquées :
1. ATH Bielsko-Biała (pl) •
2. Białystok (pl) •
3. École des mines et de la métallurgie de Cracovie ou Université AGH de Cracovie ((pl) Akademia Górniczo-Hutnicza im. Stanisława Staszica w Krakowie (AGH)) •
4. Cracovie ((pl) Politechnika Krakowska im. Tadeusza Kościuszki PK) •
5. Częstochowa (pl) •
6. Gdańsk ((pl) Politechnika Gdańsk PG) •
7. Koszalin (pl) •
8. Lublin (pl) •
9. Łódź ((pl) Politechnika Łódzka)  •
10. Opole (pl) •
11. Poznań (pl) •
12. Rzeszów ((pl) Politechnika Rzeszowska im. Ignacego Łukasiewicza {PR} •
13. Szczecin ((pl) Zachodniopomorski Uniwersytet Technologiczny w Szczecinie) •
14. Silésie ((pl) (Politechnika Śląska (PS) •
15. Świętokrzyska (pl) •
16. Varsovie ((pl) Politechnika Warszawska) •
17. Académie militaire WAT (pl) •
18. Wrocław ((pl) Politechnika Wrocławska (PW))